# Falling (chanson de Julee Cruise)
Pour les articles homonymes, voir Falling.

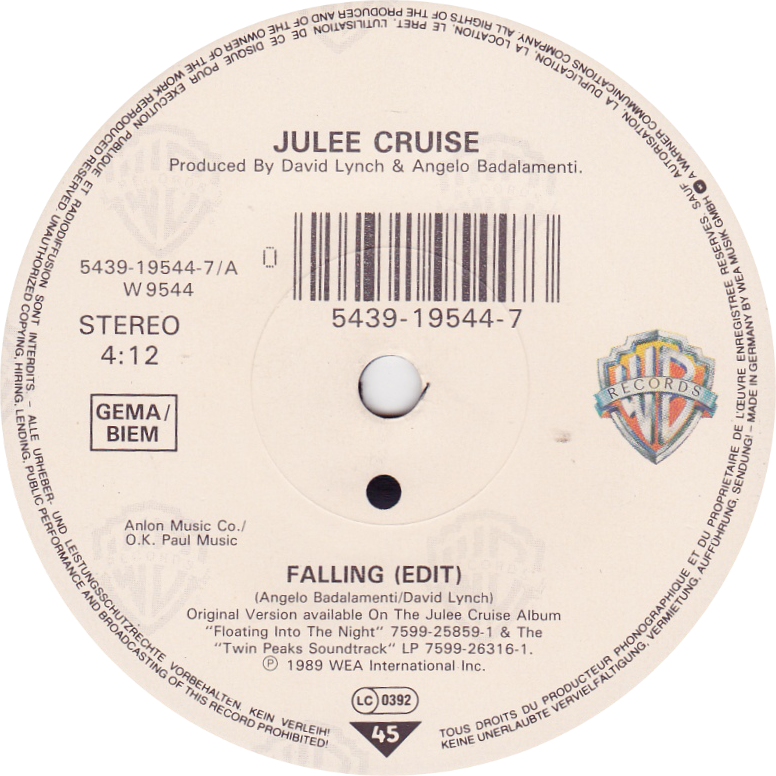
Vinyl de Falling

Falling est une chanson de la chanteuse américaine de dream pop Julee Cruise. C'est le premier single et le deuxième morceau de son premier album studio, Floating into the Night (en) (1989). Avec de la musique composée par Angelo Badalamenti et des paroles écrites par David Lynch, une version instrumentale de Falling est utilisée comme chanson thème pour la série télévisée Twin Peaks (1990-1991) et sa suite Twin Peaks: The Return (2017).
Twin Peaks étant devenu culte après sa diffusion originale en avril 1990, Falling est classé au palmarès musical de quinze pays entre 1990 et 1992, dont l'Australie où il atteint la place no 1 en avril 1991. La version instrumentale de la chanson, interprétée de Badalamenti, remporte elle un Grammy Award pour la « meilleure performance instrumentale pop » à la 32e cérémonie des Grammy Awards.
En 2010, Pitchfork classe Falling à la 146e de son « Top des chansons 200 des années 1990 », tandis que New Musical Express (NME) la classe à la 38e des « 100 meilleures chansons des années 1990 » en 2012.